# کاج ایتالیایی
کاج ایتالیایی یا کاج بروسیا (Pinus brutia) گونه‌ای از درخت کاج بومی منطقه شرق مدیترانه است.

## کاج تهران

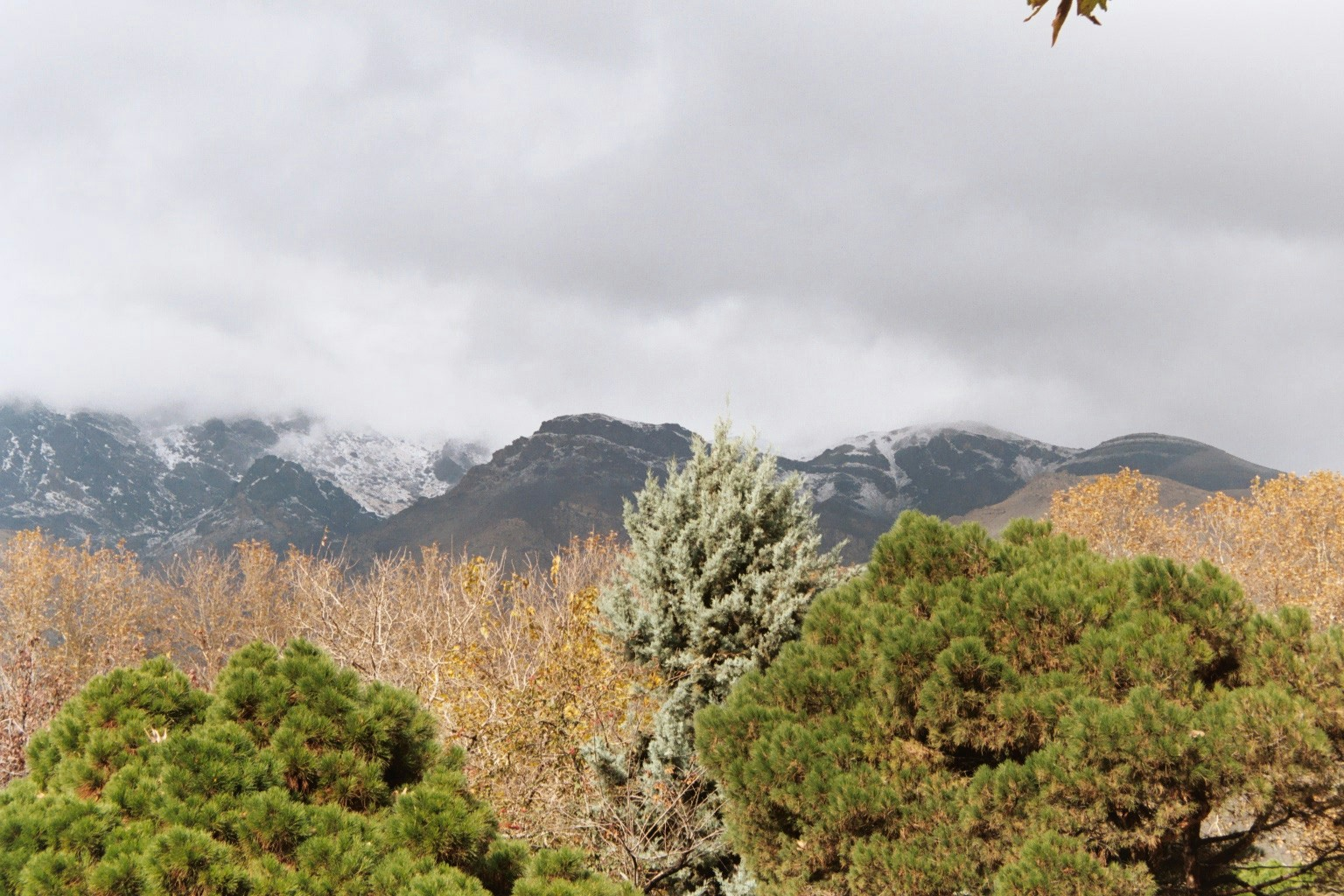
کاج تهران و سرو سیمین در جلوی تصویر. نمایی از کوه‌های البرز از کاخ نیاوران تهران.

زیرگونه‌ای از کاج ایتالیایی به نام کاج تهران، کاج ایرانی یا کاج الدار (Pinus eldarica) نامیده می‌شود.
این گونه بومی دشت الدار در گرجستان است و ورود آن به ایران را به ۸۰۰ سال پیش و هم‌چنین به دوره صفوی نسبت می‌دهند که در آغاز بیشتر در زمین‌های پیرامون تهران و قزوین کاشته شده‌است. بیشترین تمرکز کاشت آن‌ها در استان تهران در پارک‌های جنگلی مانند چیتگر، قوچک و سرخه‌حصار است.
کاج تهران به نوسان‌های دما سازگار و به کم‌آبی مقاوم است و در خاک‌های ژرف رسی رویش چشمگیری دارد.
سن باردهی آن از ۷–۶ سالگی است و تقریباً همه ساله بذر می‌دهد. توان رویشی بذر آن ۶۵٪ است و هر کیلوگرم، در حدود ۲۷۰۰۰ – ۱۹۰۰۰ دانه بذر وجود دارد. بهترین موقع جمع‌آوری بذر در پائیز است به طوریکه مخروط آن را در آفتاب پهن می‌کنند و سپس آن را تکان می‌دهند تا بذر خارج شود. قدرت نگهداری توان رویشی آن، دو سال است.